# Овчинников, Василий Фёдорович
Васи́лий Фёдорович Овчи́нников (1901—1941) — политрук Рабоче-крестьянской Красной Армии, участник Гражданской, советско-финской и Великой Отечественной войн, Герой Советского Союза (1940).

## Биография
Василий Овчинников родился 13 декабря 1901 года в селе Екатериновка (ныне — Краснооктябрьский район Нижегородской области). Русский. После окончания четырёх классов школы работал на родине. В апреле 1920 года Овчинников был призван на службу в Рабоче-крестьянскую Красную Армию. Участвовал в боях Гражданской войны, был тяжело ранен. В 1925 году был уволен в запас. Проживал и работал в Нижегородской (Горьковской) области. В 1936 году Овчинников окончил совпартшколу, после чего руководил сберкассой в Сормовском районе.
В сентябре 1939 года Овчинников повторно был призван в армию. Участвовал в боях советско-финской войны, будучи политруком роты 387-го стрелкового полка 136-й стрелковой дивизии 13-й армии Северо-Западного фронта. 13 февраля 1940 года около населённого пункта Ойнала в 38 километрах к юго-востоку от Выборга рота Овчинникова отразила 6 финских контратак. 16 февраля 1940 года в районе Кюрели (ныне — посёлок Красносельское Выборгского района Ленинградской области) рота успешно прорвала вражескую оборону, захватив 8 дзотов. 18 февраля 1940 года в бою Овчинников был ранен, но продолжал сражаться. 24 февраля 1940 года в критический момент боя Овчинников заменил собой командира взвода и уничтожил финский дот. 11 марта 1940 года рота Овчинникова вышла во фланг противнику и выбила его с занимаемых позиций, после чего закрепилась на них и отразила 3 контратаки.
Указом Президиума Верховного Совета СССР от 7 апреля 1940 года за «образцовое выполнение боевых заданий командования на фронте борьбы с финской белогвардейщиной и проявленные личную храбрость и отвагу» политрук Василий Овчинников был удостоен высокого звания Героя Советского Союза с вручением ордена Ленина и медали «Золотая Звезда» за номером 333.
С начала Великой Отечественной войны — в действующей армии. 18 сентября 1941 года, уже долгое время находясь в окружении, Овчинников погиб в бою с противником. Считается пропавшим без вести.
В честь Овчинникова названа улица в Нижнем Новгороде.